# Erateina linda
Erateina linda är en fjärilsart som beskrevs av Otto Staudinger 1894. Erateina linda ingår i släktet Erateina och familjen mätare. Inga underarter finns listade i Catalogue of Life.